# راجكو روتمان
راجكو روتمان (بالسلوفينية: Rajko Rotman)‏ (19 مارس 1989 بماريبور في سلوفينيا - ) هو لاعب كرة قدم سلوفيني في مركز الوسط. شارك مع منتخب سلوفينيا لكرة القدم. أما مع النوادي، فقد لعب مع نادي إسطنبول باشاكشهر ونادي رودار فيلينيه وNK Aluminij ‏.

## وصلات خارجية
- راجكو روتمان على موقع الاتحاد الأوربي (الإنجليزية)
- راجكو روتمان على موقع اتحاد تركيا (لاعب) (الإنجليزية)
- راجكو روتمان على موقع قاعدة بيانات كرة القدم.إي يو (الإنجليزية)
- راجكو روتمان على موقع ناشيونال فوتبول تيمز (الإنجليزية)
- راجكو روتمان على موقع Soccerway.com (الإنجليزية)
- راجكو روتمان على موقع عالم كرة القدم.نت (الإنجليزية)